# Americano (kawa)
Americano (wł. caffè americano) – sposób przyrządzania kawy espresso „na sposób amerykański” z użyciem podwójnej lub większej ilości wrzątku.
Americano przygotowywane jest w ekspresach ciśnieniowych. Wywodzi się z kawiarni amerykańskich, ale jest popularne na całym świecie. W smaku przypomina kawę filtrowaną, jest słabsze od tradycyjnego espresso, na co wpływ ma rozcieńczenie porcji. Napar jest określany jako raczej słaby, o niewyrazistym smaku. Prawdopodobnie kawa taka powstała we Włoszech w czasie II wojny światowej, kiedy to żołnierze z USA żądali dolewania wody do espresso, tak aby otrzymać kawę podobną do tej, jaką pili w domach.
Objętość napoju jest różna i najczęściej waha się w granicach od 25–30 ml (proporcja espresso do wody 1:1, nazwa amerykańska italiano lub short americano) do 470 ml.